# Synthlipsis
Synthlipsis é um género botânico pertencente à família Brassicaceae.